# Herrensitz Mörlbach

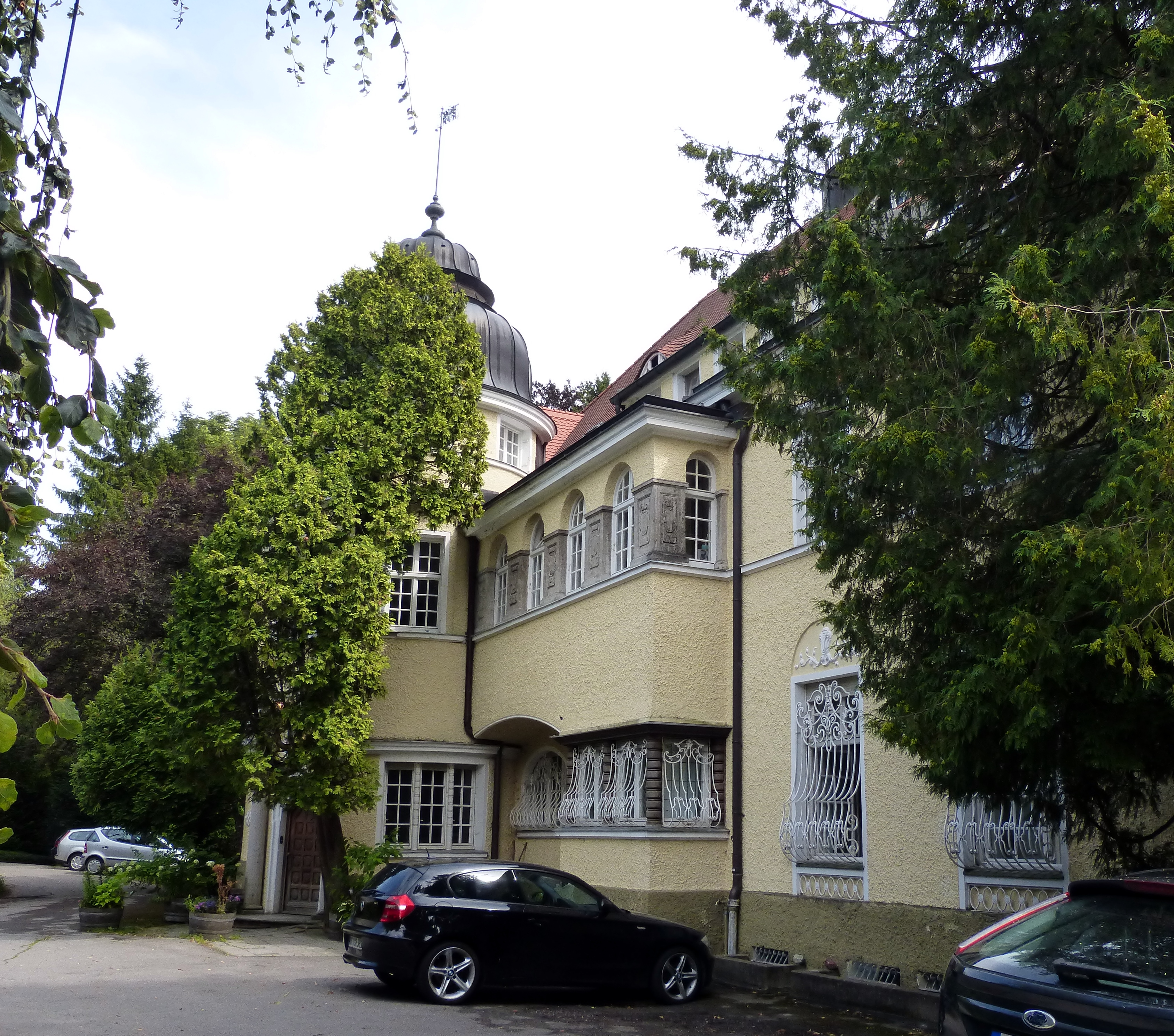
Mörlbach, Herrenhaus

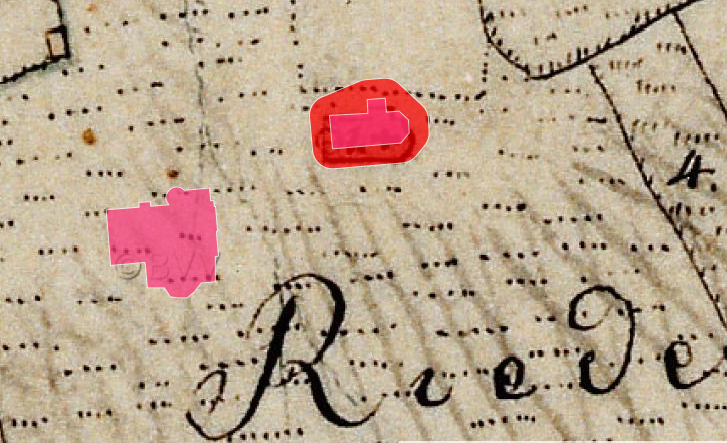
Lageplan von Herrensitz Mörlbach auf dem Urkataster von Bayern

Der Herrensitz Mörlbach ist ein Herrenhaus in Mörlbach in der Gemeinde Berg im oberbayerischen Landkreis Starnberg, das bis zum Jahr 2000 als Schulungszentrum für SOS-Kinderdorf diente. Das Anwesen befindet sich 70 m südwestlich der Filialkirche St. Stephan.

## Geschichte
Im Jahr 1467 wird bei der Übernahme durch Caspar vom Thor, dem herzoglichen Rat und Pfleger in Wolfratshausen, Mörlbach als Hofmark bezeichnet. Albrecht vom Thor musste 1598 Mörlbach an Paul von Ruepp, der aus einem alten Münchener Patriziergeschlecht stammte, verkaufen. Hans Christoph von Ruepp verkaufte 1651 Mörlbach an Johann von Mandl. Mörlbach und Bachhausen waren von 1652 bis 1825 zu einer Hofmark vereint und im Besitz der Freiherren Mandl zu Deutenhofen.
Das ursprüngliche Schloss, ein kleiner ländlicher Herrensitz, stand einst südlich der Kirche. Es existiert nicht mehr, heute wird als „Mörlbacher Schloss“ ein 1912 bis 1914 von Leutnant Fritz Bullrich erbautes Herrenhaus bezeichnet, das einige Zeit als Schulungszentrum für SOS-Kinderdorf diente. Es ist seit dem Jahr 2000 in Privatbesitz.

## Baubeschreibung
Das Gebäude ist durch das Bayerische Landesamt für Denkmalpflege als Baudenkmal gelistet (D-1-88-113-77):
Ehemaliges Herrenhaus, Schulungszentrum für das SOS-Kinderhilfswerk: Zweigeschossiger breit gelagerter Villenbau in historisierenden Formen, nach Plänen des Architekten Hans Kunz für das Gut Mörlbach errichtet, 1914